# マガダン州の行政区画
マガダン州の行政区画（マガダンしゅうのぎょうせいくかく）では、ロシア連邦、マガダン州の行政区画について記述する。
マガダン州は2013年現在、8つの地区、2つの町、28の都市型集落、29の村(selsovets)からなる。。

## 行政区画
- 町 (マガダン州の管轄下)
  - マガダン (Магадан) (行政中心地)
    - 都市型集落 (マガダンの管轄下)
      - ソコル (Сокол)
      - ウプタル (Уптар)
- 地区(ラヨン)
  - ハシン地区 (Хасынский)
    - 都市型集落 (地区の管轄下)
      - アトカ (Атка)
      - カラムケン (Карамкен)
      - パラトカ (Палатка)
      - ステコリニ (Стекольный)
      - タラヤ (Талая)

    - その他、地区の管轄下に1つの村 ( selsovet )

  - オラ地区 (Ольский)
    - 都市型集落 (地区の管轄下)
      - アルマニ (Армань)
      - オラ (Ола)

    - その他、地区の管轄下に7つの村 ( selsovet )

  - オムスクチャン地区 (Омсукчанский)
    - 都市型集落 (地区の管轄下)
      - ドゥカット (Дукат)
      - ガリミ (Галимый)
      - オムスクチャン (Омсукчан)

    - その他、地区の管轄下に2つの村 ( selsovet )

  - セベロ＝エヴェンスク地区 (Северо-Эвенский)
    - 都市型集落 (地区の管轄下)
      - エヴェンスク (Эвенск)

    - その他、地区の管轄下に5つの村 ( selsovet )

  - スレドネカン地区 (Среднеканский)
    - 都市型集落 (地区の管轄下)
      - セイムチャン (Сеймчан)

    - その他、地区の管轄下に4つの村 ( selsovet )

  - ススマン地区 (Сусуманский)
    - 町 (地区の管轄下)
      - ススマン (Сусуман)

    - 都市型集落 (地区の管轄下)
      - ベリチャン (Беличан)
      - ボリシェヴィク (Большевик)
      - カディクチャン (Кадыкчан)
      - ホロドニ (Холодный)
      - ミャウンジャ (Мяунджа)
      - シローキー (Широкий)

    - その他、地区の管轄下に1つの村 ( selsovet )

  - テニキンスキー地区 (Тенькинский)
    - 都市型集落 (地区の管轄下)
      - ウスチ＝オムチュク (Усть-Омчуг)

    - その他、地区の管轄下に6つの村 ( selsovet )

  - ヤーゴドノエ地区 (Ягоднинский)
    - 都市型集落 (地区の管轄下)
      - ブルハラ (Бурхала)
      - デビン (Дебин)
      - オロトゥカーン (Оротукан)
      - シネゴリエ (Синегорье)
      - スポルノエ (Спорное)
      - ヴェルフニー・アト＝ウリャフ (Верхний Ат-Урях)
      - ヤーゴドノエ (Ягодное)

    - その他、地区の管轄下に3つの村 ( selsovet )